# 中国驻黑山大使馆
中华人民共和国驻黑山大使馆，简称中国驻黑山大使馆，是中华人民共和国驻黑山的外交代表机构。